# OTOF
Otoferlina, também denominado OTOF, é uma proteína que em humanos é codificada pelo gene humano OTOF.
Mutações neste gene são causa de surdez neurosensorial não-sindrómica recessiva, DFNB9. A forma curta da proteína codificada possui 3 domínios C2, um único domínio transmembranar carboxi-terminal encontrado também no factor de espermatogénese de C. elegans, FER-1, e também na disferlina humana, enquanto que a forma longa possui 6 domínios C2.
A homologia sugere que esta proteína pode estar envolvida na fusão membranar de vesículas. Várias variantes de transcritos foram encontradas para este gene.

## Leitura de apoio
- Fukushima K, Ramesh A, Srisailapathy CR;  et al. (1996). «An autosomal recessive nonsyndromic form of sensorineural hearing loss maps to 3p-DFNB6.». Genome Res. 5 (3): 305–8. PMID 8593615. doi:10.1101/gr.5.3.305
- Yasunaga S, Petit C (2000). «Physical map of the region surrounding the OTOFERLIN locus on chromosome 2p22-p23.». Genomics. 66 (1): 110–2. PMID 10843812. doi:10.1006/geno.2000.6185
- Adato A, Raskin L, Petit C, Bonne-Tamir B (2000). «Deafness heterogeneity in a Druze isolate from the Middle East: novel OTOF and PDS mutations, low prevalence of GJB2 35delG mutation and indication for a new DFNB locus.». Eur. J. Hum. Genet. 8 (6): 437–42. PMID 10878664. doi:10.1038/sj.ejhg.5200489
- Yasunaga S, Grati M, Chardenoux S;  et al. (2000). «OTOF encodes multiple long and short isoforms: genetic evidence that the long ones underlie recessive deafness DFNB9.». Am. J. Hum. Genet. 67 (3): 591–600. PMC 1287519. PMID 10903124. doi:10.1086/303049
- Migliosi V, Modamio-Høybjør S, Moreno-Pelayo MA;  et al. (2002). «Q829X, a novel mutation in the gene encoding otoferlin (OTOF), is frequently found in Spanish patients with prelingual non-syndromic hearing loss.». J. Med. Genet. 39 (7): 502–6. PMC 1735186. PMID 12114484. doi:10.1136/jmg.39.7.502
- Mirghomizadeh F, Pfister M, Apaydin F;  et al. (2002). «Substitutions in the conserved C2C domain of otoferlin cause DFNB9, a form of nonsyndromic autosomal recessive deafness.». Neurobiol. Dis. 10 (2): 157–64. PMID 12127154. doi:10.1006/nbdi.2002.0488
- Mirghomizadeh F, Pfister M, Blin N, Pusch CM (2003). «Uncommon cytidine-homopolymer dimorphism in 5'-UTR of the human otoferlin gene.». Int. J. Mol. Med. 11 (1): 63–4. PMID 12469219
- Varga R, Kelley PM, Keats BJ;  et al. (2003). «Non-syndromic recessive auditory neuropathy is the result of mutations in the otoferlin (OTOF) gene.». J. Med. Genet. 40 (1): 45–50. PMC 1735255. PMID 12525542. doi:10.1136/jmg.40.1.45
- Piechotta K, Garbarini N, England R, Delpire E (2004). «Characterization of the interaction of the stress kinase SPAK with the Na+-K+-2Cl- cotransporter in the nervous system: evidence for a scaffolding role of the kinase.». J. Biol. Chem. 278 (52): 52848–56. PMID 14563843. doi:10.1074/jbc.M309436200
- Varga R, Avenarius MR, Kelley PM;  et al. (2006). «OTOF mutations revealed by genetic analysis of hearing loss families including a potential temperature sensitive auditory neuropathy allele.». J. Med. Genet. 43 (7): 576–81. PMC 2593030. PMID 16371502. doi:10.1136/jmg.2005.038612
- Roux I, Safieddine S, Nouvian R;  et al. (2006). «Otoferlin, defective in a human deafness form, is essential for exocytosis at the auditory ribbon synapse.». Cell. 127 (2): 277–89. PMID 17055430. doi:10.1016/j.cell.2006.08.040